# Corinna Tsopei
Corrinna Tsopei (tiếng Hy Lạp: Κυριακή Κορίνα Τσοπέη, sinh ngày 21 tháng 6 năm 1944) là một hoa hậu của Hy Lạp. Bà từng đoạt danh hiệu Hoa hậu Hy Lạp 1964 và trở thành người phụ nữ Hy Lạp đầu tiên đăng quang danh hiệu Hoa hậu Hoàn vũ. Về sau, bà trở thành một nữ diễn viên điện ảnh của Hollywood.